# Herbert Huber
Herbert Huber, född den 4 december 1944 i Kitzbühel, död 15 juli 1970 i Kitzbühel, var en österrikisk alpin skidåkare. 
Huber blev olympisk silvermedaljör i slalom vid vinterspelen 1968 i Grenoble.